# Józef Pater (polityk)
Józef Pater (ur. 31 lipca 1897 w Żyrardowie, zm. 24 czerwca 1942 w Auschwitz-Birkenau) – polski malarz i polityk.

## Życiorys
Od 1912 zaangażował się w działalność Polskiej Partii Socjalistycznej – Frakcji Rewolucyjnej. W tym czasie przystąpił do Związku Strzeleckiego "Strzelec". W 1914 rozpoczął studia na krakowskiej Akademii Sztuk Pięknych, ale przerwał je w listopadzie, aby wstąpić w szeregi Legionów Polskich. Od listopada 1916 był zatrudniony w biurach rekrutacyjnych w Siedlcach i Łukowie. W wyniku odmowy złożenia przysięgi cesarzowi Austrii został uwięziony. Uwolniony po odzyskaniu przez Polskę niepodległości pozostał w Wojsku Polskim jako ochotnik. Prawdopodobnie równocześnie kontynuował studia, bo w 1921 otrzymał dyplom ukończenia Akademii Sztuk Pięknych. Po listopadzie 1920 przebywał poza służbą wojskową, do której powrócił w listopadzie 1924, aby ponownie przejść do rezerwy z końcem 1929. Od 1930 pracował jako delegat rządu, został oddelegowany do Torunia, a następnie do Kutna i Grodziska Mazowieckiego. W 1932 został prezesem kutnowskiego Związku Byłych Więźniów Politycznych. W styczniu 1934 został pracownikiem Agencji Radiofonii przy Polskim Radio, stanowisko to zajmował do czerwca 1935 gdy został radnym w Grodzisku Mazowieckim. Po wybuchu II wojny światowej został naczelnym dowódcą Gwardii Obrony Narodowej wchodzącej w skład Konfederacji Narodu. W kwietniu 1940 Gwardia Obrony Narodowej weszła w skład Związku Czynu Zbrojnego, a ta z kolei w październiku dołączyła do Konfederacji Zbrojnej. Józef Pater używał pseudonimu "„Orlot”", 15 lutego 1941 został wraz z żoną aresztowany i uwięziony na Pawiaku. Podczas przebywania w lazarecie Zygmunt Śliwicki i Franciszek Znamirowski dali mu możliwość ucieczki, z której nie skorzystał w obawie, że jego żona stanie się ofiarą zemsty straży więziennej. W transporcie więźniów w dniu 17 kwietnia 1942 został przewieziony do Auschwitz, otrzymał numer 31225 i został zarejestrowany jako polski więzień polityczny. Zmarł 24 czerwca 1942.
Za swoją działalność polityczną został odznaczony Krzyżem Niepodległości z Mieczami oraz za czyny bojowe czterokrotnie Krzyżem Walecznych.